# Маджтамаа-Дампарурі-Шагідбегешті
Маджтамаа-Дампарурі-Шагідбегешті (перс. مجتمع دامپروري شهيدبهشتي) — село в Ірані, у дегестані Сардар-е-Джанґаль, у бахші Сардар-е-Джанґаль, шагрестані Фуман остану Ґілян. У переписі 2006 року вказане як окремий населений пункт, але без відомостей про чисельність населення.